# Jules Henri Wttewaall van Stoetwegen

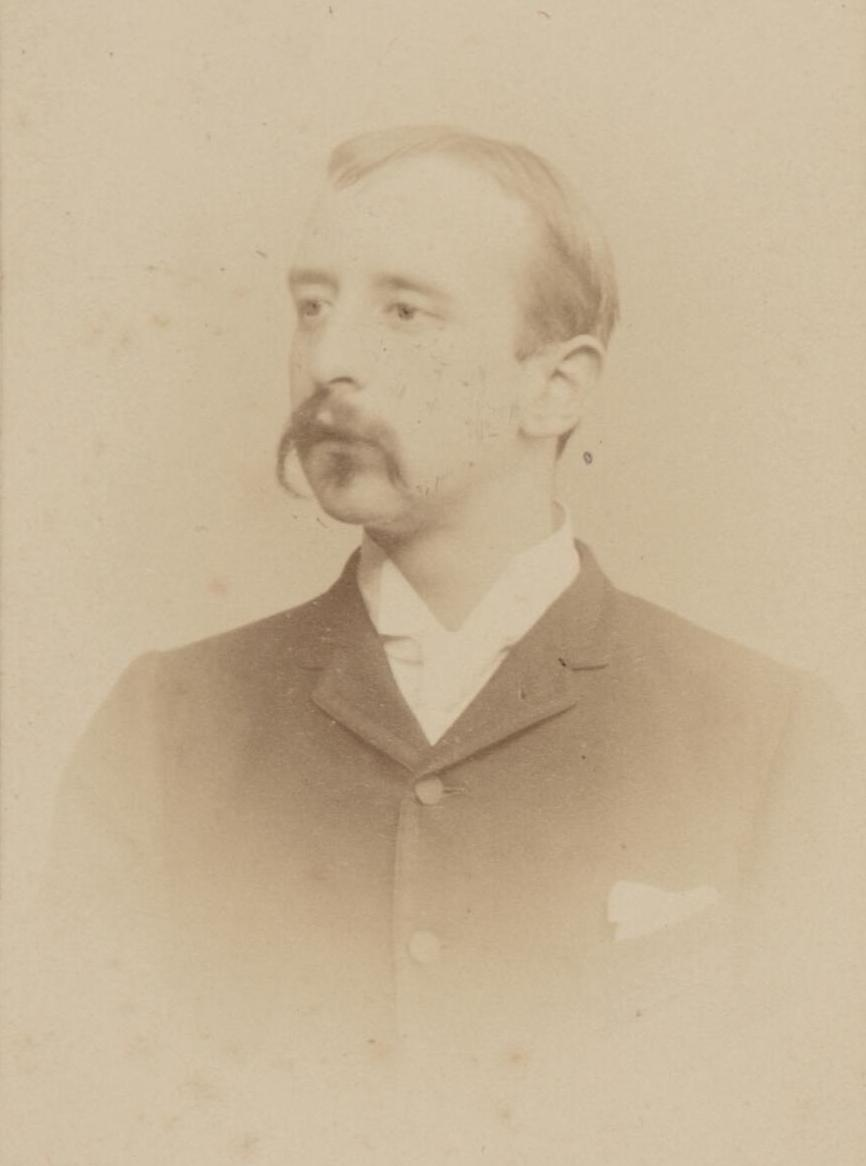
Jhr. J.H. Wttewaall van Stoetwegen

Jhr. Jules Henri Wttewaall van Stoetwegen (Nijmegen, 10 april 1868 − Baarn, 28 april 1953) was een Nederlands burgemeester en militair.

## Biografie
Wttewaall was een telg uit het geslacht Wttewaall en een zoon van jhr. Ferdinand Wttewaall van Stoetwegen, heer van Stoetwegen (1808-1868), kolonel, en diens derde echtgenote jkvr. Jacqueline Caroline Johanna Godin de Pesters (1838-1905), telg uit het geslacht De Pesters. Hij trouwde in 1898 met zijn volle nicht Anna Gerardina van Nootdorp (1876-1954), wier moeder ook een Wttewaall van Stoetwegen was, met wie hij geen kinderen kreeg.
Van 1903 tot 1907 was hij burgemeester van Ransdorp.
De relatie tussen hem en de gemeenteraad was slecht waardoor hij niet in de ambtswoning wilde wonen maar de raadsleden weigerden een nieuwe ambtswoning in Schellingwoude te bouwen zoals Wttewaall wenste.
Daarna werd hij militair, eerst officier bij de infanterie, laatstelijk kapitein bij de landweer (1907-1913). Zijn broer jhr. Ferdinand Wttewaall van Stoetwegen (1866-1936) was ook burgemeester van eerst Herwijnen en daarna Doorwerth.
Jhr. J.H. Wttewaall van Stoetwegen overleed in 1953 op 85-jarige leeftijd.
1. ↑  https://onsamsterdam.nl/artikelen/annexaties-1921-ransdorp-achtergebleven-gemeente